# Christian Ludwig (Waldeck)

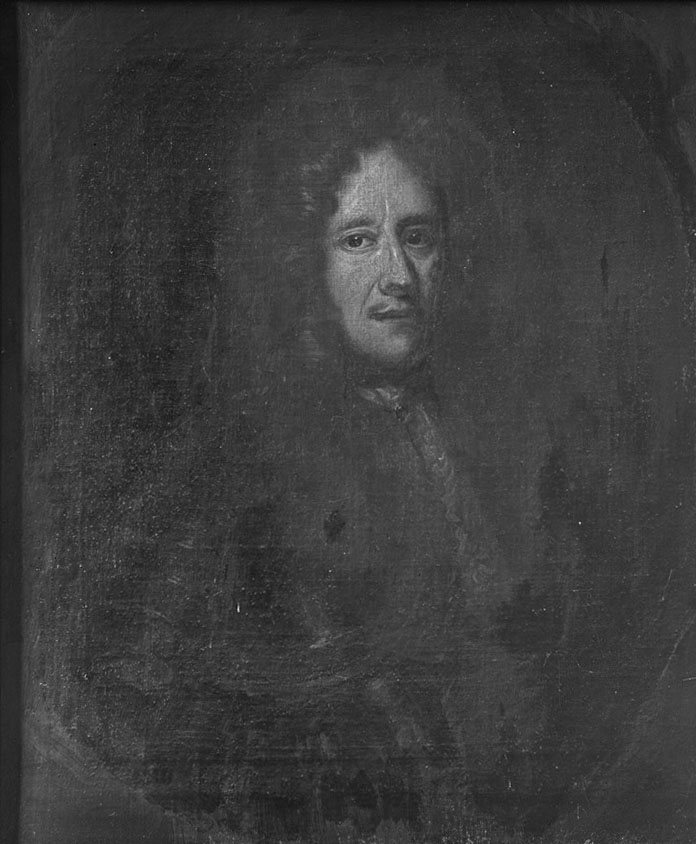

Christian Ludwig von Waldeck (* 29. Juli 1635 in Waldeck; † 12. Dezember 1706 in Landau) war zunächst Graf von Waldeck-Wildungen und ab 1692 Graf von Waldeck und Pyrmont.

## Familie
Er war der älteste Sohn des Grafen Philipp VII. von Waldeck-Wildungen (1613–1645) und dessen Frau Anna Katharina von Sayn-Wittgenstein (1610–1690). Er stammt aus dem Haus Waldeck und wurde der Stammvater aller heute lebenden Fürsten und Grafen von Waldeck. Die Hauptlinie des Arolser Fürstenhauses stammt aus seiner ersten Ehe, während die in Bergheim bei Wildungen residierende und 1938 im Mannesstamm ausgestorbene Nebenlinie Waldeck-Bergheim durch seinen Sohn Josias aus seiner zweiten Ehe begründet wurde.

## Leben
Mit dem frühen Tod des Vaters im Jahre 1645 erbte Christian Ludwig dessen Teilgrafschaft Waldeck-Wildungen. Die Regentschaft und seine Erziehung, wie auch des jüngeren Bruders Josias und der zwei noch lebenden Schwestern Juliane Elisabeth (1637–1707) und Anna Sophie (1639–1646), lagen bis 1660 in der Hand seiner Mutter und des Vetters seines Vaters, Heinrich Wolrad. Nachdem im Jahre 1660 Josias Burg und Amt Wildungen als Paragium zugesprochen bekam (später kamen die Ämter Wetterburg und Landau hinzu), ließ Christian Ludwig 1662 das Schloss Christiansburg in Kleinern bauen und verlegte seinen Wohnsitz dorthin.
Als im Jahre 1672 mit dem französischen Angriff auf die Vereinigten Niederlande der Holländische Krieg ausbrach, trat Christian Ludwig mit seinem Regiment zu Pferde als Oberst in den Dienst des brandenburgischen Kurfürsten Friedrich Wilhelm und kämpfte auf dessen Seite gegen Frankreich und dessen Verbündete. Er trat später in die Dienste des Reichs, wurde am 24. Dezember 1677 Generalfeldwachtmeister, am 20. April 1682 Feldmarschallleutnant, am 30. Januar 1684 Feldzeugmeister und am 25. April 1689 kaiserlicher Generalfeldmarschall.

## Erbregelungen
Durch seine erste Ehefrau erwarb Christian Ludwig 1673 eine Anwartschaft auf die Grafschaft Rappoltstein im Elsass, aber diese Erbansprüche konnten gegen den Gemahl ihrer älteren Schwester Catharina Agathe, Christian II., Pfalzgraf bei Rhein, Herzog von Pfalz-Birkenfeld-Bischweiler, nicht durchgesetzt werden; dennoch ist das Wappen der Grafschaft Rappoltstein seitdem Bestandteil des Waldecker Wappens, und ab 1793 mit Georg I., dessen Mutter aus dem Hause Pfalz-Birkenfeld-Bischweiler stammte, führten die Waldecker den zusätzlichen Titel „Graf von Rappoltstein“.
Im Jahre 1685 bestimmte Christian Ludwig, dass in seinem Zweig des Grafenhauses hinfort Primogenitur herrsche, allerdings mit der wichtigen Einschränkung, dass im Falle seiner möglichen Erbschaft des Eisenberger Teils der Grafschaft Waldeck sein überlebender zweiter Sohn diesen Teil erben sollte, so dass immer zwei Linien nebeneinander bestehen würden. Die Einkünfte aus der Grafschaft Pyrmont, die seit 1625 der Eisenberger Linie gehörte, sollten in diesem Falle zum Unterhalt jüngerer Geschwister dienen. Am 12. Juni 1685 schloss er mit seinem Vetter, dem Fürsten Georg Friedrich von Waldeck-Eisenberg, dessen vier Söhne sämtlich verstorben waren, einen Erbvertrag, der diese Regelung bestätigte. Zwei Jahre später, am 5. Juli 1687, änderte er jedoch seine Meinung und entschied, dass die Primogenitur im gesamten Hause Waldeck Anwendung finden und nur eine einzige herrschende Linie bestehen solle. Fürst Georg Friedrich stimmte zu, ebenso der in Korbach tagende Landtag der Grafschaft Waldeck. Auf Grund dieses Vertrages erbte Christian Ludwig 1692 nach dem Tod seines Vetters dessen Teilgrafschaft mitsamt der Grafschaft Pyrmont und konnte somit die Grafschaft Waldeck zum ersten Mal seit 1397 wieder in einer Hand vereinen.
Am 30. September 1695 modifizierte er das Primogenitur-Hausgesetz insofern, als er für den zweitgeborenen überlebenden Sohn, zu diesem Zeitpunkt Heinrich Georg (1683–1736), ein Paragium einrichtete, bestehend aus den drei Dörfern Bergheim, Königshagen und Wellen. Auch diese Regelung wurde von Kaiser Leopold I. am 22. August 1697 bestätigt. Nach dem kinderlosen Tod von Heinrich Georg fiel das Paragium an den letzten überlebenden Sohn Christian Ludwigs, Josias (1696–1763).
Nachdem er Waldeck-Eisenberg ererbt hatte, verlegte Christian Ludwig seine Residenz im Jahre 1695 nach Arolsen in das im 16. Jahrhundert zum Residenzschloss umgebaute ehemalige Kloster Aroldessen, in dem zuvor sein Vetter Georg Friedrich residiert hatte, und 1696 verlegte er die Kanzlei der Grafschaft von Korbach, der größten Stadt der Grafschaft, wo ihm die Bürgerschaft zu aufsässig war, nach Mengeringhausen.

## Hexenprozesse
In seiner Regierungszeit fanden in Wildungen von 1650 bis 1664 Hexenprozesse statt, die in den Jahren 1660–1662 ihre zweite Hochphase erlebten.  Der erste Höhepunkt der Waldecker Hexenverfolgung hatte 1629–1632 unter Graf Christian I. stattgefunden.

## Tod
Bei seinem Tod 1706 hinterließ Christian Ludwig seinem ältesten überlebenden Sohn Friedrich Anton Ulrich eine vereinigte Grafschaft Waldeck und Pyrmont. Er wurde in der Korbacher Kilianskirche beigesetzt. Dort liegt er mit seiner zweiten Gemahlin, Johannette  von Nassau-Saarbrücken, und seinem Sohn Carl Christian Ludwig, der als Generalfeldwachtmeister am 16. September 1734 bei Quingentole im Herzogtum Mantua gefallen war.

## Nachkommen
Christian Ludwig heiratete am 2. Juli 1658 die Gräfin Anna Elisabeth von Rappoltstein (* 7. März 1644; † 6. Dezember 1676), die zweite Tochter des Grafen Johann Jacob von Rappoltstein (1598–1673), und hatte mit ihr folgende Kinder: 
- Charlotte Elisabeth (* 8. Oktober 1659; † 22. März 1660)
- Dorothea Elisabeth (* 6. Juli 1661; † 23. Juli 1702 in Brake), bis zu ihrer Hochzeit Äbtissin im Kloster Schaaken, ⚭ 17. Dezember 1691 Rudolf zur Lippe-Brake
- Georg Friedrich (* 21. Juni 1663; † 28. April 1686)
- Heinrich Wolrad (* 2. April 1665; † 8. September 1688 in Negroponte)
- Charlotte Sofie (* 18. Januar 1667; † 6. September 1723 in Glaucha) Äbtissin im Schaaken ⚭ 1707 Dr. med. Johann Juncker (* 3. Juni 1680; † 25. Oktober 1759 in Halle)
- Alexandrine Henriette (* 17. Juli 1668; † 10. September 1668)
- Christiane Magdalene (* 30. Juni 1669; † 18. März 1699 in Hildburghausen), Äbtissin im Kloster Schaaken
- Elenore Katharine (* 5. August 1670; † 12. September 1717 in Minden).
- Eberhardine Luise (* 9. August 1671; † 19. September 1725)
- Friedrich Ludwig Karl (* 18. Juli 1672; † 30. März 1694 in Hellevoetsluis)
- Philipp Ernst (* 26. August 1673; † 27. Juni 1695)
- Karl († 1674)
- Wilhelm August (* 5. September 1675; † 20. August 1676)
- Friedrich Anton Ulrich (27. November 1676; † 1. Januar 1728) ⚭ 1700  Louise von Pfalz-Zweibrücken-Birkenfeld (1678–1753), Tochter von Christian II.
- Marie Henriette (* 27. November 1676; † 8. Juli 1678)

Am 6. Juni 1680 heiratete er Johannette von Nassau-Idstein (1657–1733), Tochter des Grafen Johann von Nassau-Idstein (1603–1677), und hatte mit ihr folgende Kinder: 
- Ernst August (* 11. Oktober 1681; † 15. November 1703 gefallen in der Schlacht am Speyerbach)
- Heinrich Georg (* 24. Mai 1683; † 3. August 1736 in Wildungen) ⚭ 8. Dezember 1712 Ulrike Eleonore zu Dohna-Carwinden (* 3. April 1689; † 6. Oktober 1760 in Bergheim), Tochter von Friedrich Christoph (7. Januar 1664; † 20. Juli 1727)
- Christine Eleonore Luise (* 11. April 1685; † 8. Februar 1737 in Selbach), Äbtissin in Schaaken
- Sofie Wilhelmine (* 6. Juni 1686; † 23. August 1749), Äbtissin im Kloster Schaaken
- Karl Christian Ludwig (* 25. Dezember 1687; † 15. September 1734 bei Quistello (Italien) als Generalfeldwachtmeister gefallen)
- Josias (* 29. August 1689; † 7. November 1693)
- Johann Wolrad (* 20. Mai 1691; † 22. Juli 1691)
- Henriette Albertine (* 26. Januar 1695; † 7. Dezember 1699 in Arolsen)
- Josias (* 20. August 1696; † 2. Februar 1763) ⚭ Januar 1725  Dorothea Sophie zu Solms-Rödelheim und Assenheim (1698–1774), Tochter von Ludwig Heinrich.
- Charlotte Florentine (* 10. Oktober 1697; † 6. Mai 1777 in Fritzlar), Äbtissin im Kloster Schaaken
- Friedrich Wilhelm (* 24. Mai 1699; † 9. Januar 1718)